# Claudia Lommatzsch
Claudia Lommatzsch ist eine ehemalige deutsche Radrennfahrerin.
Claudia Lommatzsch war eine der ersten deutschen Bahnradsportlerinnen, die international erfolgreich waren. 1980, 1981 und 1982 wurde sie jeweils Dritte im Sprint bei Bahn-Weltmeisterschaften. 1983 gewann sie den renommierten Sprint-Klassiker Grand Prix de Paris, nachdem sie im Jahr zuvor schon Zweite geworden war. 1982 belegte sie zudem bei der deutschen Meisterschaft den dritten Platz im Straßenrennen.
1983 wurde Claudia Lommatzsch bei den UCI-Bahn-Weltmeisterschaften 1983 positiv auf Ephedrin getestet. Wegen Dopings wurde ihr der zweite Platz im Sprint aberkannt. Diese Entscheidung wurde im November desselben Jahres zwar vom Weltradsportverband Union Cycliste Internationale (UCI) revidiert, Lommatzsch hatte allerdings aufgrund dieser Vorgänge schon ihren umgehenden Rücktritt vom Radsport erklärt.